# Drakenhuis
Het Drakenhuis (Duits: Drachenhaus) is een paviljoen in het Sanssoucipark in Potsdam. Het werd in opdracht van Frederik II ontworpen door Carl von Gontard. Tussen 1770 en 1772 verrees de pagode op de helling van de Klausberg, die de noordrand van het Sanssoucipark vormt. Evenals het theehuis elders in het park werd dit paviljoen opgetrokken in Chinese stijl. Het ontleent zijn naam aan de zestien drakenfiguren die zich op twee niveaus op de daklijsten van het achthoekige gebouw bevinden.
Het idee voor het Drakenhuis deed Frederik de Grote op aan de hand van een boekwerk van de Schotse architect William Chambers, Designs of Chinese buildings, furniture, dresses, machines, and utensils, engraved by the best hands from the originals in China, by Mr. Chambers. To which is annexed a description of their temples, houses, gardens, etc., Londen 1757. Chambers had in 1761-62 al een Chinese pagode gebouwd in de Engelse Kew Gardens naar een afbeelding uit zijn eigen boek. Ook het direct voorbeeld voor het Drakenhuis is in dit boek te vinden: De Ta-Ho pagode in Kanton. Dit soort bouwwerken past in de Chinoiseriemode die in de achttiende eeuw in een groot deel van Europa opgang maakte. Het Drakenhuis bestond in beginsel uit een achthoekige bouwlaag met beurtelings vier rechte en vier concave wanden en was verdeeld in twee vertrekken. Hierop kroonde drie gestapelde in omvang afnemende lantaarns. Omdat het bouwwerk niet alleen bedoeld was als folly, maar ook fungeerde als woonhuis, werden later enkele bijgebouwen aangebouwd. Sinds 1934 bezit het gebouw een horecafunctie.